# Dacnis
Dacnis – rodzaj ptaków z podrodziny cukrowników (Dacninae) w obrębie rodziny tanagrowatych (Thraupidae).

## Rozmieszczenie geograficzne
Rodzaj obejmuje gatunki występujące w Ameryce Południowej i Środkowej.

## Morfologia
Długość ciała 10–12 cm, masa ciała 9,5–17 g.

## Systematyka

### Etymologia
Dacnis: gr. δακνις daknis ‘rodzaj ptaka z Egiptu’, dotychczas niezidentyfikowany, wymieniony przez Hezychiusza i Pompejusza Festusa.

### Podział systematyczny
Do rodzaju należą następujące gatunki:
- Dacnis venusta Lawrence, 1862 – cukrownik modrolicy
- Dacnis albiventris (P.L. Sclater, 1852) – cukrownik białobrzuchy
- Dacnis nigripes von Pelzeln, 1856 – cukrownik czarnobrody
- Dacnis flaviventer d’Orbigny, 1836 – cukrownik żółtobrzuchy
- Dacnis cayana (Linnaeus, 1766) – cukrownik niebieski
- Dacnis hartlaubi P.L. Sclater, 1855 – cukrownik turkusowy
- Dacnis viguieri Oustalet, 1883 – cukrownik seledynowy
- Dacnis berlepschi (E. Hartet, 1900) – cukrownik strojny
- Dacnis egregia P.L. Sclater, 1855 – cukrownik maskowy
- Dacnis lineata (J.F. Gmelin, 1789) – cukrownik modrołbisty